# Lohmannia paradoxa
Lohmannia paradoxa är en kvalsterart som först beskrevs av Haller 1884.  Lohmannia paradoxa ingår i släktet Lohmannia och familjen Lohmanniidae. Inga underarter finns listade i Catalogue of Life.